# Kamienna (gmina w województwie kieleckim)
Kamienna – dawna gmina wiejska istniejąca w latach 1905–1922 w guberni radomskiej i woj. kieleckim. Siedzibą władz gminy była osada Kamienna, będąca jedyną miejscowością gminy.
Gmina Kamienna powstała 14 października 1905 roku z części obszaru gminy Bliżyn w powiecie koneckim w guberni radomskiej w Kraju Nadwiślańskim, w związku z nadaniem Kamiennej statusu osady miejskiej.
W okresie międzywojennym gmina Kamienna należała do powiatu koneckiego w woj. kieleckim. Jako gmina wiejska jednostka przestała funkcjonować z dniem 1 stycznia 1923 roku w związku z nadaniem Kamiennej praw miejskich i przekształceniu jej w gminę miejską; równocześnie do nowego miasta przyłączono grunty rządowe Milica-Pastwisko z sąsiedniej gminy Bliżyn.
17 kwietnia 1928 roku nazwę miasta Kamienna zmieniono na Skarżysko-Kamienna.